# نسبت
نسبت (به عربی: النسبة) و (به انگلیسی: Nisba) پسوندی در شهرت اشخاص است که مبین اصلیت وی از جهات قومیت، محل تولد، اجداد، دین، مذهب یا صفت ثابت وی است.
پیش از دوران پهلوی، اشخاص را با نام و نسبت و زان پیش، با نام و نام پدر و نسبت می‌نامیدند. در این حالت، نسبت به «ی» پسوند می‌شد. با املای عربی، نسبت پیشوند «ال» می‌گرفت و اگر شخص مادینه بود، پسوند «ی» به «یه» تغییر می‌یافت.

## نمونه‌ها

### نسبت جغرافیایی
- فاطمه طبرزیه
- راضیه میهنیه
- حسن بصری
- خیام نیشابوری
- حافظ شیرازی

### نسبت اجدادی
- عبید زاکانی
- سید محمد طباطبایی
- علی بن عباس مجوسی اهوازی

### نسبت قومی
- چنگیزخان مغول
- سلمان فارسی
- رابعه عدویه

### نسبت مذهبی
- نوری مالکی
- علی بن عباس مجوسی اهوازی
- شهاب‌الدین عمر سهروردی